# Rym wcięty
Rym wcięty – sytuacja, gdy zastosowanie rymu męskiego skraca wers o jedną sylabę. Jeżeli wzorcem jest trzynastozgłoskowiec ze średniówką po sylabie siódmej, to wers z rymem męskim będzie dwunastozgłoskowy (6+6). Rym wcięty, charakterystyczny dla metryki sylabotonicznej, został przeniesiony również do metryki sylabicznej, co jest przejawem wtórnego oddziaływania sylabotonizmu na sylabizm.